# Maurice Hemelsoet
Maurice Constant Maria Hemelsoet (ur. 8 marca 1875 w Gandawie, zm. 29 grudnia 1943 tamże) – belgijski wioślarz, medalista olimpijski i wielokrotny mistrz Europy.

## Życiorys
Hemelsoet był uczestnikiem igrzysk olimpijskich w 1900 w Paryżu. Jako reprezentant belgijskiego klubu Royal Club Nautique de Gand wystartował w ósemce, w której wraz z kolegami z klubu zdobył srebrny medal, a także w dwójce ze sternikiem (z Prosperem Bruggemanem i nieznanym sternikiem), w której odpadł w eliminacjach.
Był mistrzem Europy w czwórce ze sternikiem w 1898, 1899 i 1900 oraz w ósemce w 1897, 1899, 1900 i 1901.